# Xã Troy, Quận Richland, Ohio
Xã Troy (tiếng Anh: Troy Township) là một xã thuộc quận Richland, tiểu bang Ohio, Hoa Kỳ. Năm 2010, dân số của xã này là 7.000 người.